# Олтресенда Алта
Олтресенда Алта (итал. Oltressenda Alta) је насеље у Италији у округу Бергамо, региону Ломбардија.
Према процени из 2011. у насељу је живело 194 становника. Насеље се налази на надморској висини од 735 м.

## Становништво
Према резултатима пописа становништва 2011. у општини је живело 174 становника.
| 1931. | 1936. | 1951. | 1961. | 1971. | 1981. | 1991. | 2001. | 2011. |
| ----- | ----- | ----- | ----- | ----- | ----- | ----- | ----- | ----- |
| 415   | 436   | 388   | 324   | 213   | 176   | 185   | 194   | 174   |